# 鄭筠
鄭筠（：／ Jeong Gyun，？—1179年），高麗武臣，本贯海州，高丽武臣政权首领鄭仲夫的儿子。

## 生平
1174年（高丽明宗四年）趙位寵在西京平壤作乱，朝廷派尹鳞瞻前去讨伐。赵位宠在岊嶺驛大破官军，尹鳞瞻想要战死沙场。时任都知兵馬使的鄭筠劝尹鱗瞻突围收兵。鄭筠随后升任攝大將軍、知兵馬使攻打西京。十二月，鄭筠密誘從軍僧人宗旵斬杀李義方。
1178年（高丽明宗八年）升任左承宣的鄭筠在开城廣德里買太后別宮爲私第。鄭筠大興工役營建，明宗在壽昌宮，照料患病的太后，其地距壽昌宮不到百步。明宗想要下詔让他停止工役，忌憚鄭筠，于是没有下达。鄭筠知兵部掌奏，管理西班銓選，很多人请托，不厌其烦，多次求免，明宗不允。于是鄭筠到天神寺躲避。1179年（高丽明宗九年）五月，明宗派內侍郞將柳得義劝他回来，以左承宣知兵部事鄭筠改爲知都省事。
鄭筠曾经誘使尙書金貽永之女爲妻，舊妻縱欲無節。將軍慶大升不服郑仲夫的所作所爲，且郑筠计划要娶公主，明宗也很不满。九月，慶大升将鄭筠、鄭仲夫和他妹夫宋有仁一起诛杀。

## 相关影视作品
- 《武人时代》，KBS，2003年~2004年，演员：李珉宇